# ノヴォモスコーウシク
サマル（ウクライナ語: Самар）はウクライナのドニプロペトローウシク州サマル地区にある都市であり、サマル都市フロマーダの行政の中心地である。以前はノヴォモスコーウシク（ウクライナ語: Новомосковськ）として知られていたが、2024年に改名された。都市は主にドニエプル川の左支流であるサマーラ川の右岸に位置する。州の行政中心地であるドニプロからは27kmの距離にある。2022年1月1日の時点で、ノヴォモスコーウシクの人口は約69,855人であった。2024年の人口推計は66,973人である。

## 歴史
サマルという名の都市（現在は旧サマルとして知られる）は、17世紀末から存在していた。1688年にロシアが都市にボホロディツカ要塞を建設した際、コサックはこの町を放棄した。その後まもなく、旧サマルの住民はサマーラ川の上流にサマルという別の集落を築いた。18世紀の文書では、この都市はサマルチク、ノヴォセリツィア、またはパランカとも呼ばれている。この町はザポロージャ・コサックのサマル・パランカ（管区）の行政中心地であった。
1777年、ロシア皇帝エカチェリーナ2世にちなんで「エカテリノスラフ」（「エカチェリーナの栄光」を意味する）という名の町がこの地に建設された。しかし、この場所の選定は悪く、湧水のために町は沼地に変わってしまった。生き残った集落は1794年にノヴォモスコーウシクと改名された。エカテリノスラフという都市名は現在のドニプロに与えられた。
この都市は、1778年にヤキム・ポフリブニャクによって釘を一本も使わずに木造で建てられた聖三位一体大聖堂で有名である。ウクライナの作家オレス・ホンチャールによるこの大聖堂を題材とした小説は、20世紀ウクライナ文学の古典となった。
1917年、ウクライナ人民共和国はノヴォモスコーウシクをサマルに改名しようとした。
2020年7月18日まで、ノヴォモスコーウシクは州の重要都市として組み込まれ、ノヴォモスコーウシク地区の行政中心地であったが、地区には属していなかった。2020年7月、ウクライナの行政改革の一環として、ドニプロペトローウシク州の地区数が7つに削減された際、ノヴォモスコーウシク市はノヴォモスコーウシク地区に統合された。
2022年ロシアのウクライナ侵攻後、2024年1月、市議会はノヴォモスコーウシクをノヴァ・サマル（Нова Самарь）に改名することを決議した。同年9月19日、最高議会はノヴォモスコーウシクをサマルに改名することを可決した。

## 人口統計
2001年の時点で、サマル（当時ノヴォモスコーウシク）の人口は71,860人であった。民族構成では、ウクライナ人が人口の80%以上を占める大多数を占めている。2番目に多いのはロシア系の人々（13%）であり、残りの人口はベラルーシ人、ドイツ人、アルメニア人、テュルク系の民族、ユダヤ人、ロマで構成されている。正確な民族構成は以下の通りである。
| サマルの民族構成   | サマルの民族構成   | サマルの民族構成 | サマルの民族構成 | サマルの民族構成 |
| ------------------ | ------------------ | ---------------- | ---------------- | ---------------- |
|                    |                    |                  | percent          |                  |
| ウクライナ人       | ウクライナ人       |                  | 84.45%           | 84.45%           |
| ロシア人           | ロシア人           |                  | 13.34%           | 13.34%           |
| ベラルーシ人       | ベラルーシ人       |                  | 0.48%            | 0.48%            |
| アルメニア人       | アルメニア人       |                  | 0.30%            | 0.30%            |
| ロマ               | ロマ               |                  | 0.28%            | 0.28%            |
| モルドバ人         | モルドバ人         |                  | 0.11%            | 0.11%            |
| アゼルバイジャン人 | アゼルバイジャン人 |                  | 0.11%            | 0.11%            |
| ユダヤ人           | ユダヤ人           |                  | 0.10%            | 0.10%            |
| タタール人         | タタール人         |                  | 0.10%            | 0.10%            |
| ドイツ人           | ドイツ人           |                  | 0.07%            | 0.07%            |

## 著名な人物
- ステパン・コヴァル（1965年生まれ）、映画監督、アニメーター
- ヴィクトル・スクリプニク（1969年生まれ）、サッカー監督

## ギャラリー

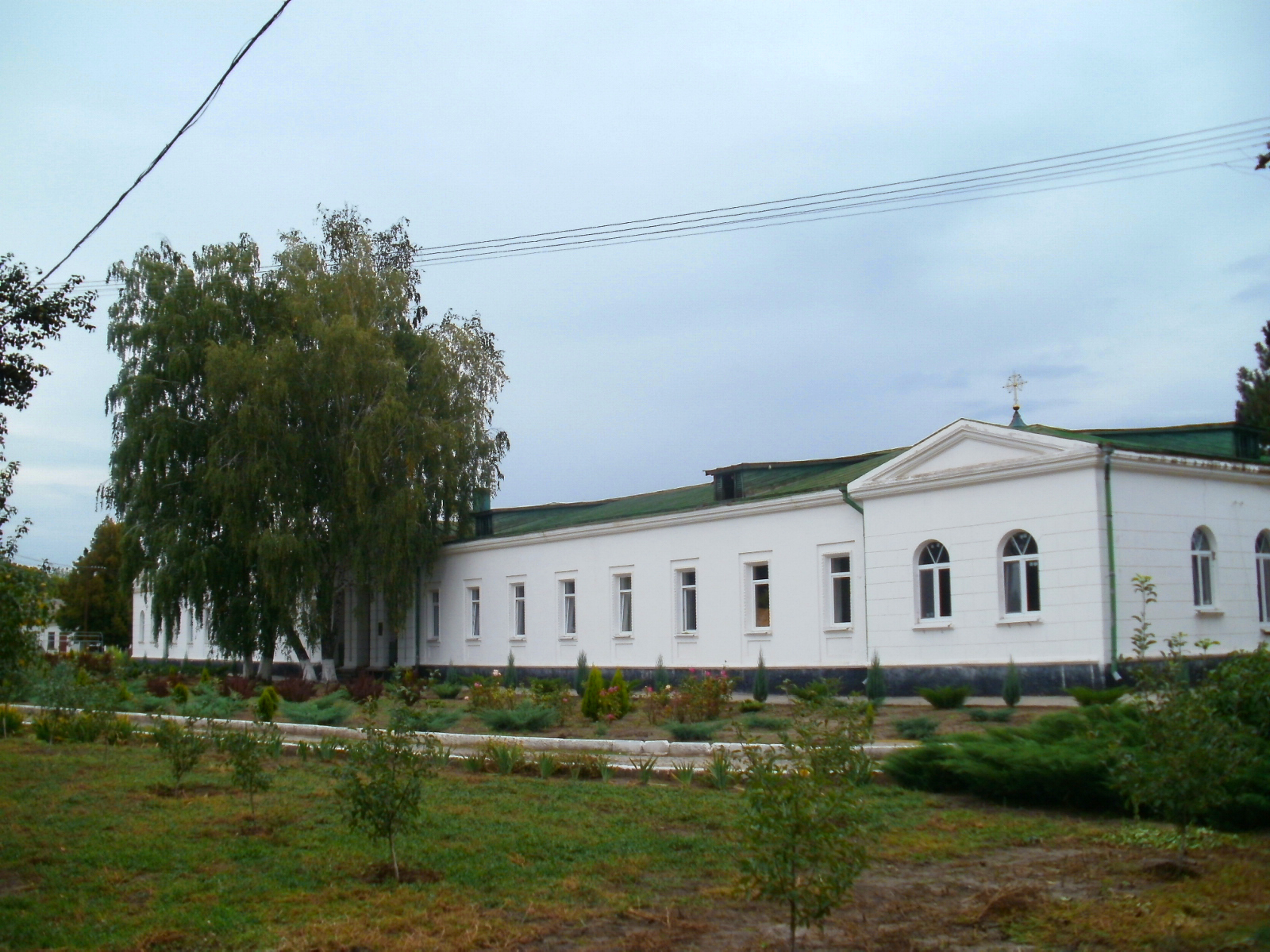
サマル修道院
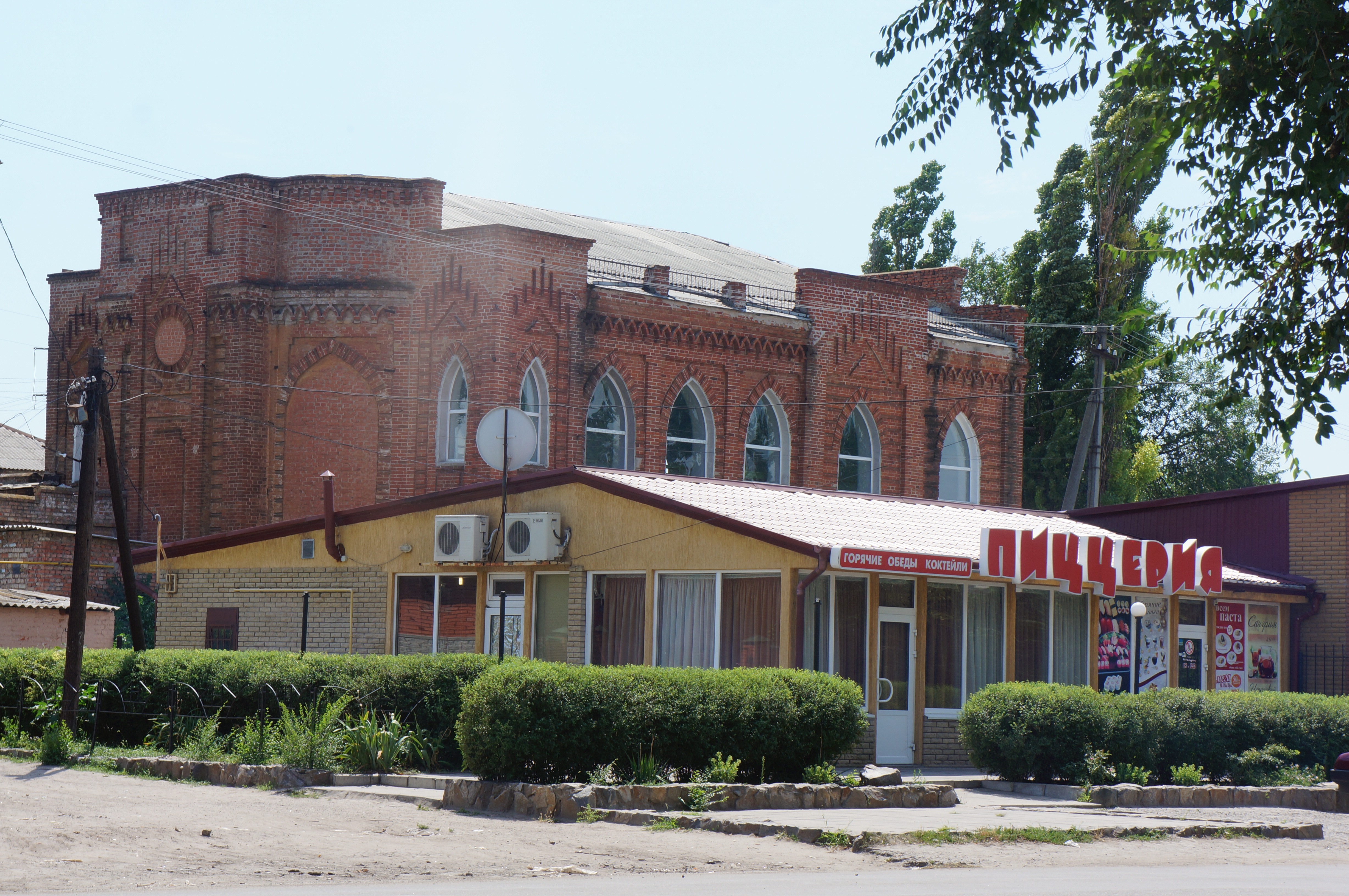
サマルの旧シナゴーグ
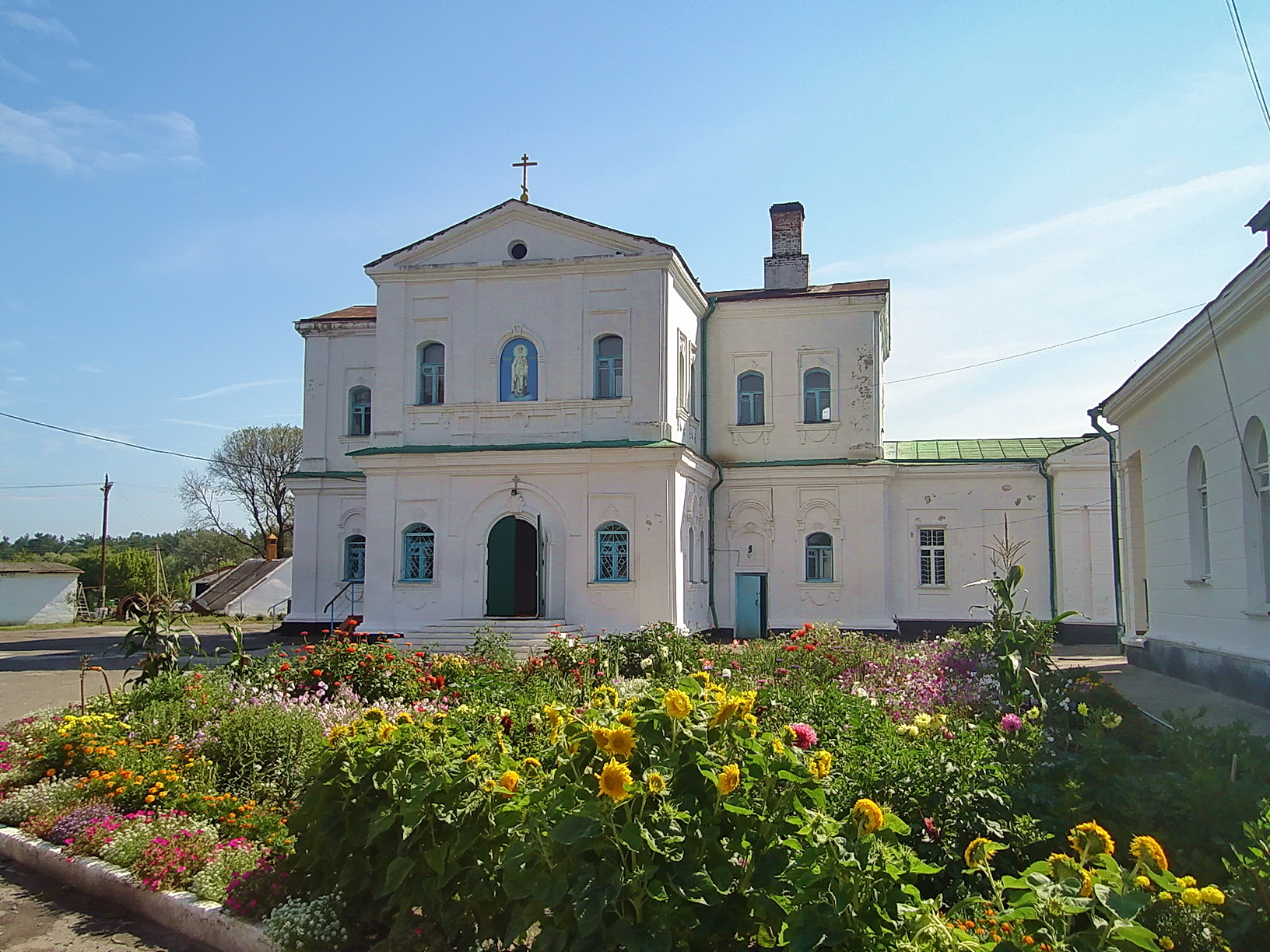
聖ニコライ大聖堂
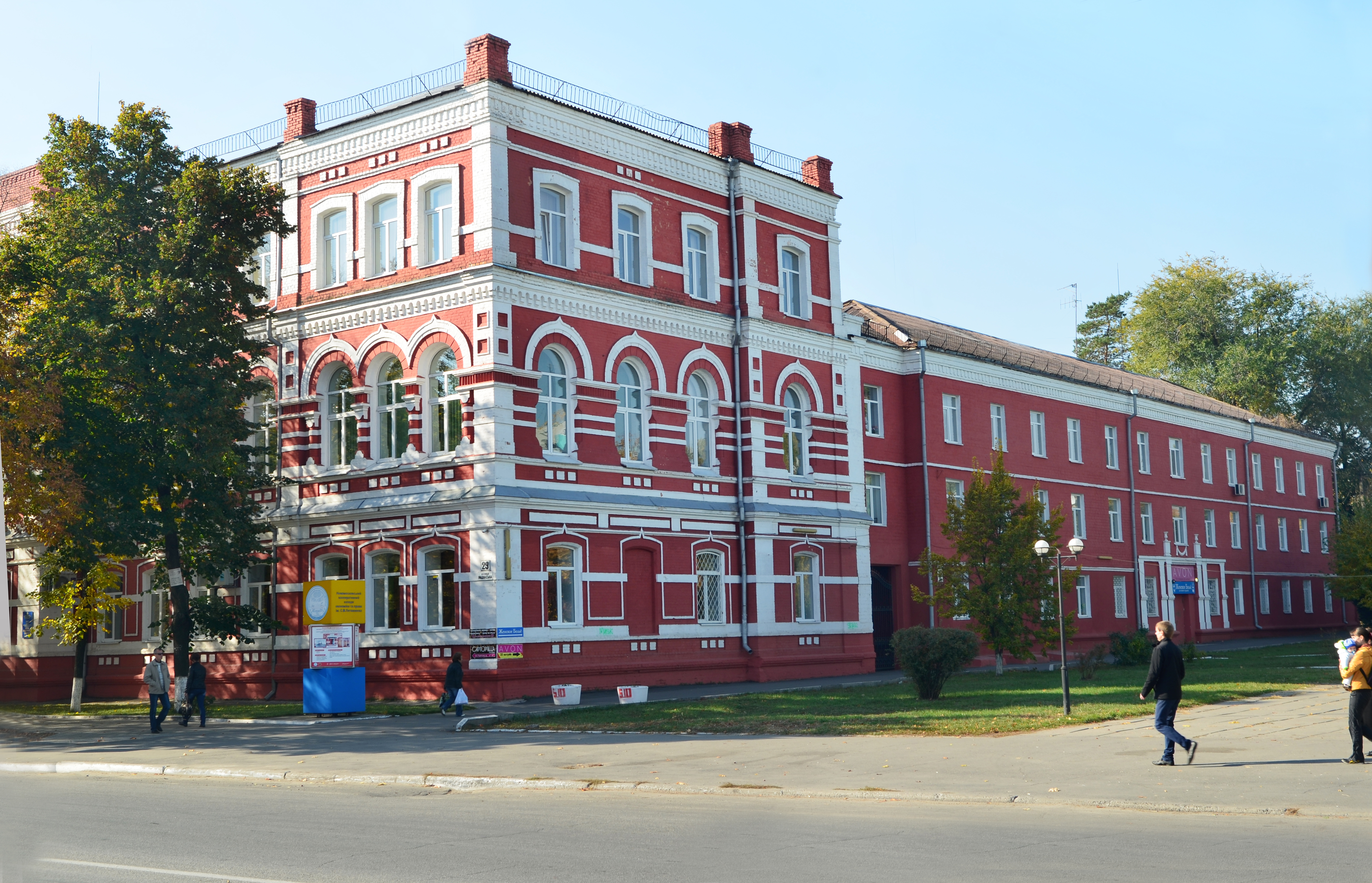
ノヴォモスコーウシク協同組合技術学校の校舎
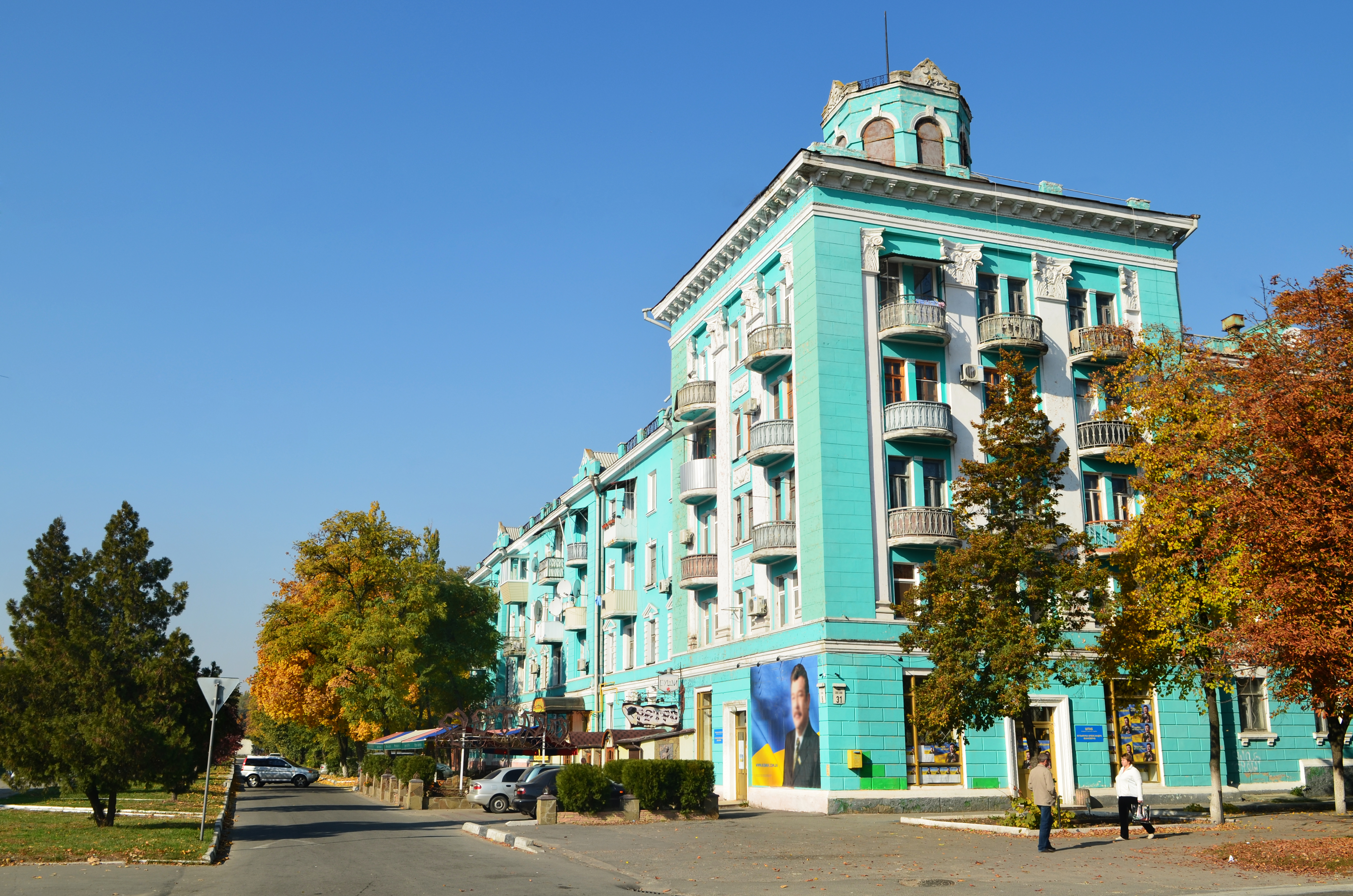
スターリン様式の建築
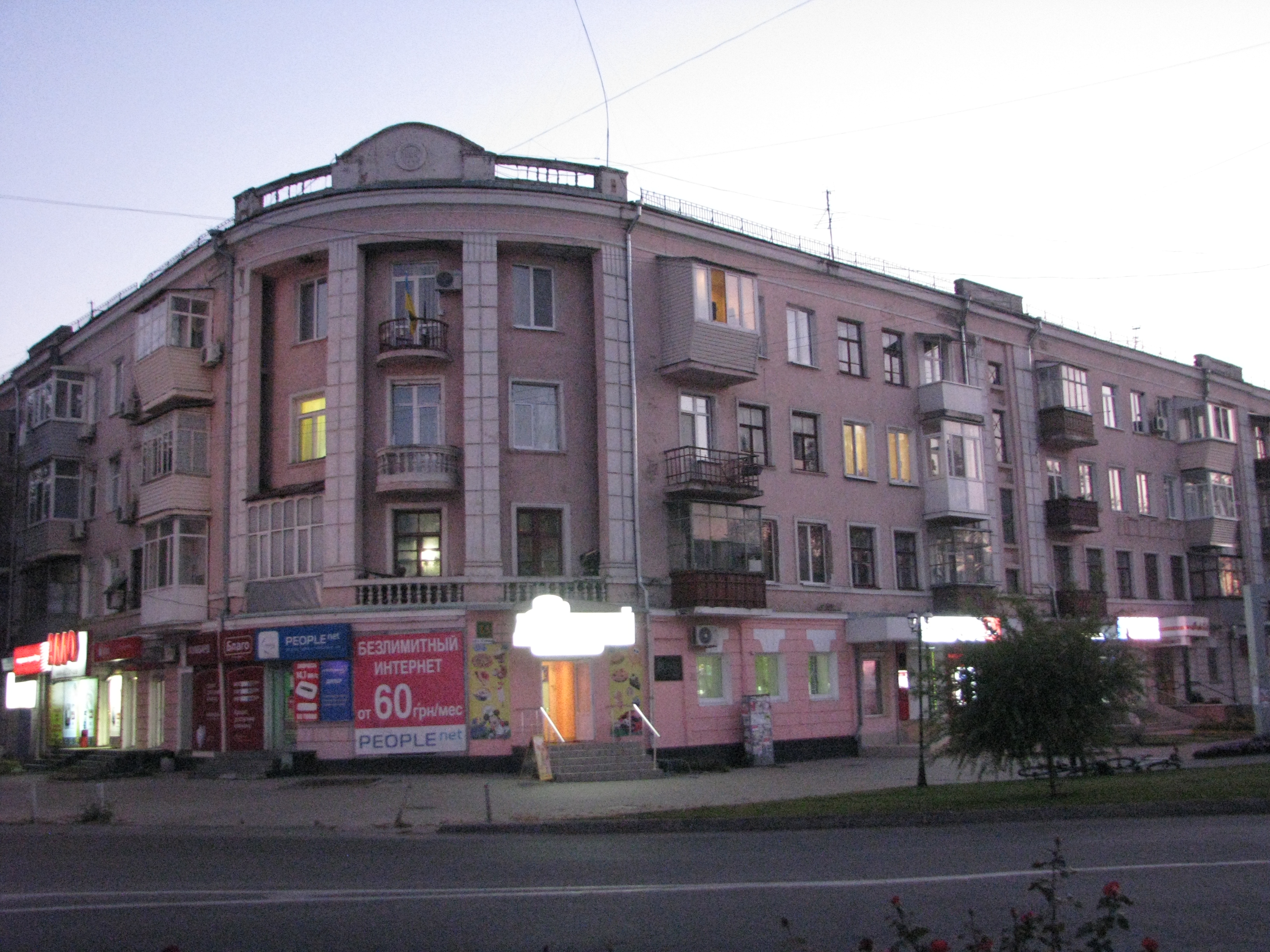
サマル中心部の住宅